# Туризам у Суботици
Град Суботица, као и језеро Палић недалеко од ње, има врло лепа одмаралишта за туристе који желе да побегну од свекодневног ужурбаног живота и да се опусте у сеоском амбијенту.
То је град смештен у срце Панонске низије који има дугу традицију и богато културно наслеђе.
Палић је излетиште, лечилиште и језеро, седам километара удаљено од Суботице. Некада се на Палић ишло трамвајем још од 1897, али је он укинут 1974, па данас можете ићи колима, аутобусом, бициклом или пешке.
Западни део језера додирује јужно предграђе Суботице, познато по имену Сенћанска капија. Језеро је дубине до два метра и због великог броја алги изразито зелене боје. Настало на граници леса и песка ово слатинасто језеро је добило своје име по пустари Палиј. 
Језерско блато је лековито, па је 1845. изграђено купатило и Палић је постао и бања. Половином деветнаестог века на северној обали је засађен прелеп парк, изграђени су хотели, још тада су имућни Суботичани ту градили летњиковце.
Истивремено са завршетком градње Градске куће у Суботици 15. септембра 1912. године, отворено је новоизграђено купалиште са објектима, по којима се и данас Палић препознаје - Водоторањ, Велика тераса и женски и мушки штранд.